# 耶律濬
耶律 濬（やりつ しゅん、清寧4年閏12月3日（1059年1月19日）- 太康3年11月27日（1077年12月15日））は、遼（契丹）の皇太子。天祚帝の父。小字は耶魯斡。廟号は順宗。

## 生涯
清寧4年閏12月3日（1059年1月19日）、道宗と宣懿蕭皇后の間の長男として生まれた。幼くして学問を好み、聡明なことで道宗を喜ばせた。
清寧9年（1063年）、梁王に封じられた。清寧10年（1064年）、道宗の狩猟に参加して、弓矢の腕前を披露した。咸雍元年（1065年）、皇太子に立てられた。太康元年（1075年）、北南枢密院事を兼領した。母の宣懿蕭皇后が自殺に追い込まれ、耶律乙辛が北院枢密使となると、耶律濬は先行きに不安を抱いた。たまたま護衛の蕭忽古が耶律乙辛を殺害しようと計画して発覚し、獄に下された。副点検蕭十三は太子が即位したときには立場がないと耶律乙辛の不安を煽った。
太康3年（1077年）5月、耶律乙辛は右護衛太保の耶律査剌に命じて都宮使耶律撒剌・知院蕭速撒・護衛蕭忽古らが皇帝の廃立を計画していると誣告させた。道宗が調べさせたところ、証拠がなかったので取り上げられなかった。6月、耶律乙辛は牌印郎君の蕭訛都斡らに命じて蕭速撒らが皇太子を即位させる陰謀をめぐらせていると再び誣告させた。道宗はこれを信じて、耶律濬を別室に幽閉し、耶律燕哥に取り調べさせた。耶律濬は「吾は儲副となりて、なお何の所ぞ求めん。公まさに我がためにこれ弁ずべし」と陳述したが、耶律燕哥は耶律乙辛の仲間だったので、その発言を歪曲して報告した。道宗は激怒して、太子を廃して庶人に落とした。宮殿から出されるにあたって、耶律濬は「我何の罪あってここに至らん」と言った。蕭十三は車に登って叱咤し、衛士に車の扉を閉めさせた。耶律濬は上京に身柄を移されると、円塀の中に幽閉された。11月、耶律乙辛は蕭達魯古や蕭撒八を派遣して耶律濬を殺害させた。享年は20。上京留守の蕭撻得は病死と道宗に報告した。道宗は息子の死を憐れんで、遺体を龍門山に葬らせた。道宗が耶律濬の妃の蕭氏を召しだそうとしたため、耶律乙辛はひそかに人を派遣して妃を殺させた。
道宗は後に冤罪と知って後悔したが及ばず、昭懐太子と諡して、天子の礼で玉峰山に改葬させた。乾統元年（1101年）10月、天祚帝により大孝順聖皇帝と追尊され、廟号を順宗とした。妃の蕭氏は貞順皇后と追尊された。

## 子女

### 子
- 耶律阿果（天祚帝）

### 女
- 耶律延寿（秦晋国長公主、蕭韓家奴の妻）

## 伝記資料
- 『遼史』巻72 列伝第2